# (22905) Liciniotoso
(22905) Liciniotoso (1999 TO19) – planetoida z pasa głównego asteroid okrążająca Słońce w ciągu 3,32 lat w średniej odległości 2,22 j.a. Odkryta 14 października 1999 roku.